# Diomilo
Diomilo (in greco antico: Διόμιλος?, Diómilos; fl. V secolo a.C.) è stato un militare greco antico a Siracusa, dopo essere fuggito da Andria.
Diomilo è ricordato come il comandante di un corpo di 600 opliti poco prima dell'assedio di Siracusa degli Ateniesi (414 a.C.), al tempo della spedizione ateniese in Sicilia. Il suo principale compito fu quello di proteggere il lato nord di Siracusa, presso l'Epipoli; a lui vennero poi affiancati i generali Sicano ed Eracleide. Gli Ateniesi, accorti dello stanziamento di un presidio, riuscirono a vincere i soldati di Diomilo, con il favore della notte, e a conquistare l'altopiano dell'Epipoli: punto chiave nell'assedio ateniese.